# Sarah Meister
Sarah Hermanson Meister är en amerikansk kurator och författare, som specialiserat sig på fotografi.
Hon studerade konsthistoria på Princeton University i New York med en kandidatexamen och började 1997 arbeta på avdelningen för fotografi på Museum of Modern Art i New York. Hon är kurator för avdelningen för fotografi sedan 2009.